# Joan Oliac i Serra
Joan Ramon Oliac i Serra (Barcelona, 1717 - Àvila, Castella, 20 de gener de 1780) fou un compositor català.

Desenvolupà diversos càrrecs en catedrals (com mestre de capella de la catedral d'Àvila) i esglésies de Castella. Ambrosio Pérez descriu Oliac i Serra amb aquestes paraules:
| « | Ens resta d'Oliac molta música en que revela el seu geni, la seva gran facilitat de producció i el culte que com a músic instruït rendia al gènere fugat. | » |

Hilarión Eslava cita d'Oliac i Serra una Lamentación in Feria Quinta, amb arpes i baixonets.